# Alexandr Beliakov
Alexandr Vladímirovich Beliakov –en ruso, Александр Владимирович Беляков– (Moscú, URSS, 26 de enero de 1962) es un deportista soviético que compitió en luge en la modalidad doble. Su hermano Guennadi también compitió en luge.
Participó en dos Juegos Olímpicos de Invierno, obteniendo una medalla de plata en Sarajevo 1984, en la prueba doble (junto con Yevgueni Belousov), y el séptimo lugar en Calgary 1988.
Ganó una medalla de bronce en el Campeonato Mundial de Luge de 1989 y dos medallas en el Campeonato Europeo de Luge, oro en 1986 y bronce en 1988.

## Palmarés internacional
| Juegos Olímpicos   | Juegos Olímpicos      | Juegos Olímpicos  | Juegos Olímpicos |
| Año                | Lugar                 | Medalla           | Prueba           |
| ------------------ | --------------------- | ----------------- | ---------------- |
| 1984               | Sarajevo (Yugoslavia) | Medalla de plata  | Doble            |
| Campeonato Mundial |                       |                   |                  |
| Año                | Lugar                 | Medalla           | Prueba           |
| 1989               | Winterberg (RFA)      | Medalla de bronce | Equipo           |
| Campeonato Europeo |                       |                   |                  |
| Año                | Lugar                 | Medalla           | Prueba           |
| 1986               | Hammarstrand (Suecia) | Medalla de oro    | Doble            |
| 1988               | Königssee (RFA)       | Medalla de bronce | Doble            |